# Giro dei Paesi Baschi 1984
Il Giro dei Paesi Baschi 1984, ventiquattresima edizione della corsa, si svolse dal 2 al 6 aprile 1984 su un percorso di 867,1 km ripartiti in cinque tappe (l'ultima suddivisa in 2 semitappe). Fu vinto da Sean Kelly, davanti a Faustino Rupérez e Marino Lejarreta.

## Tappe
| Tappa  | Data     | Percorso                           | km    | Vincitore di tappa | Leader cl. generale |
| ------ | -------- | ---------------------------------- | ----- | ------------------ | ------------------- |
| 1ª     | 2 aprile | Mungia > Mungia                    | 166   | Sean Kelly         | Sean Kelly          |
| 2ª     | 3 aprile | Mungia > Vitoria-Gasteiz           | 163   | Jon Koldo Urien    | Sean Kelly          |
| 3ª     | 4 aprile | Vitoria-Gasteiz > Beasain          | 197   | Sean Kelly         | Sean Kelly          |
| 4ª     | 5 aprile | Beasain > Ibardin                  | 195   | Julián Gorospe     | Sean Kelly          |
| 5ª-1ª  | 6 aprile | Vera de Bidasoa > Orio             | 139,5 | Nico Emonds        | Sean Kelly          |
| 5ª-2ª  | 6 aprile | Orio > Zarautz (Cron. individuale) | 6,6   | Sean Kelly         | Sean Kelly          |
| Totale | Totale   | Totale                             | 867,1 |                    |                     |

## Classifiche finali

### Classifica generale
| Pos. | Corridore          | Squadra     | Tempo     |
| ---- | ------------------ | ----------- | --------- |
| 1    | Sean Kelly         | Skil-Reydel | 22h29'28" |
| 2    | Faustino Rupérez   | Zor-Gemeaz  | a 2'30"   |
| 3    | Marino Lejarreta   | Alfa Lum    | a 5'02"   |
| 4    | Claude Criquielion | Splendor    | a 5'28"   |
| 5    | Alberto Fernández  | Zor-Gemeaz  | a 5'32".  |